# Snorricam
Una SnorriCam (también conocida como chestcam, cámara BodyMount, bodycam o BodyMount) es un dispositivo estabilizador de cámara que se utiliza en el cine. Su característica fundamental es que la cámara se apareja con el cuerpo del actor, enfocándole directamente. De ese modo, cuando el actor se mueve, especialmente si camina o corre, se produce un efecto por el que parece permanecer quieto mientras todo lo que le rodea se mueve. Una Snorricam presenta un punto de vista dinámico desde la perspectiva del actor, estableciéndose en el plano teórico una especie de "tercera persona subjetiva" y proporcionando una sensación inusual de vértigo para el espectador.

## foto
La Snorricam lleva el nombre de sus desarrolladores, dos fotógrafos y directores islandeses, Einar y Eiður Snorri, que trabajaron juntos bajo el nombre de hermanos Snorri, aun no teniendo parentesco. Ambos son acreditados como diseñadores de la Snorricam, por ejemplo, en los créditos de la película de Darren Aronofsky, "Pi".
El concepto en el que se basa la SnorriCam se ha usado, sin embargo, durante décadas. Varios artilugios con una filosofía similar se utilizaban ya en películas tan antiguas como Seconds, de 1966. Sin embargo, la utilidad del "dispositivo de punto de vista" estaba limitada por el peso de la cámara. Como la mayoría de cámaras de cine de 35 mm eran demasiado pesadas para poder llevarlas con facilidad, el desarrollo del dispositivo no tenía aplicación práctica. Sin embargo, con la aparición de la Steadicam y la fabricación de cámaras más pequeñas, ligeras e insonorizadas que podían caber en la plataforma Steadicam, una ventaja añadida de estas nuevas cámaras era la posibilidad de fabricar un dispositivo de punto de vista tal como la Snorricam.

## Usos en el cine
Las siguientes películas tienen secuencias con Snorricam:
- Mean Streets (1973), en la que el protagonista, interpretado por Harvey Keitel se mueve a través de un bar abarrotado.
- Truck Turner (1974)
- Psicosis (1960)
- Angst (1983)
- Jacob's Ladder (1990)
- Malcolm X (1992)
- Juice (1992)
- Bound (1996)
- El violín rojo (1998)[6]
- Lock, Stock and Two Smoking Barrels (1998)
- Armageddon (1998)
- π (1998) y Requiem for a Dream (2000), dirigidas por Darren Aronofsky, usan la snorricam extensamente.
- Dil Chahta Hai (2001)
- 25th Hour (2002)
- Kannathil Muthamittal (2002)
- La sirène rouge (2002)
- Tocando el vacío (2003)
- Enduring Love (2004)
- Crimen ferpecto (2004)
- Dalkomhan insaeng (2005)
- El exorcismo de Emily Rose (2005)
- Stay (2005)
- Tsū Desu oa Rabu (2005)
- Kicking & Screaming (2005)
- Revolver (2005)
- Babel (2006)
- Kidulthood (2006)
- See No Evil (2006)
- Inside Man (2006)
- No se lo digas a nadie (2006)
- Soy leyenda (2007)
- No Smoking (2007)
- Heyy Babyy (2007)
- 28 Weeks Later (2007)
- Guru (2007)
- Max Payne (2008)
- RocknRolla (2008)
- Slumdog Millionaire (2008)
- Adulthood (2008)
- District 9 (2009)
- The Hangover (2009)
- New York (2009)
- Terminator Salvation (2009)
- La huérfana (2009)
- Dev.D (2009)
- The Lovely Bones (2009)
- Kaminey (2009)
- Jackie (2010)
- Get Him to the Greek (2010)
- Va (2010)
- Rakta Charitra (2010)
- Red State (2011)
- Cowboys & Aliens (2011)
- Los Muppets (película) (2011)

## En otros medios
En televisión se ha utilizado extensamente la técnica; por ejemplo, la serie Torchwood, el séptimo episodio de la segunda temporada "Dead Man Walking" tiene una secuencia en que el personaje interpretado por Owen Harper se mueve a través de un club nocturno en una secuencia con snorricam. En la serie Scrubs utiliza momentos de snorricam en algunos episodios para mostrar nerviosismo. La técnica también se ha utilizado en otras series exitosas, como Lost o la primera temporada de Dexter (episodio 11).
En cuanto al uso en vídeos musicales, uno de los primeros usos de SnorriCam sería en el vídeo correspondiente a la canción "1979" de The Smashing Pumpkins (1995). Otros usos notables de la SnorriCam se encuentran en videoclips como "Home" de Sean Lennon (1998), "Chop Suey!" de System of a Down "(2001), "God Gave Me Everything" de Mick Jagger (2001), "Jesus of Suburbia" de Green Day (2005), "Meds" de Placebo (2006) o Same Mistake de James Blunt y el video oficial de Thunderstruck de AC/DC.